# Parterre

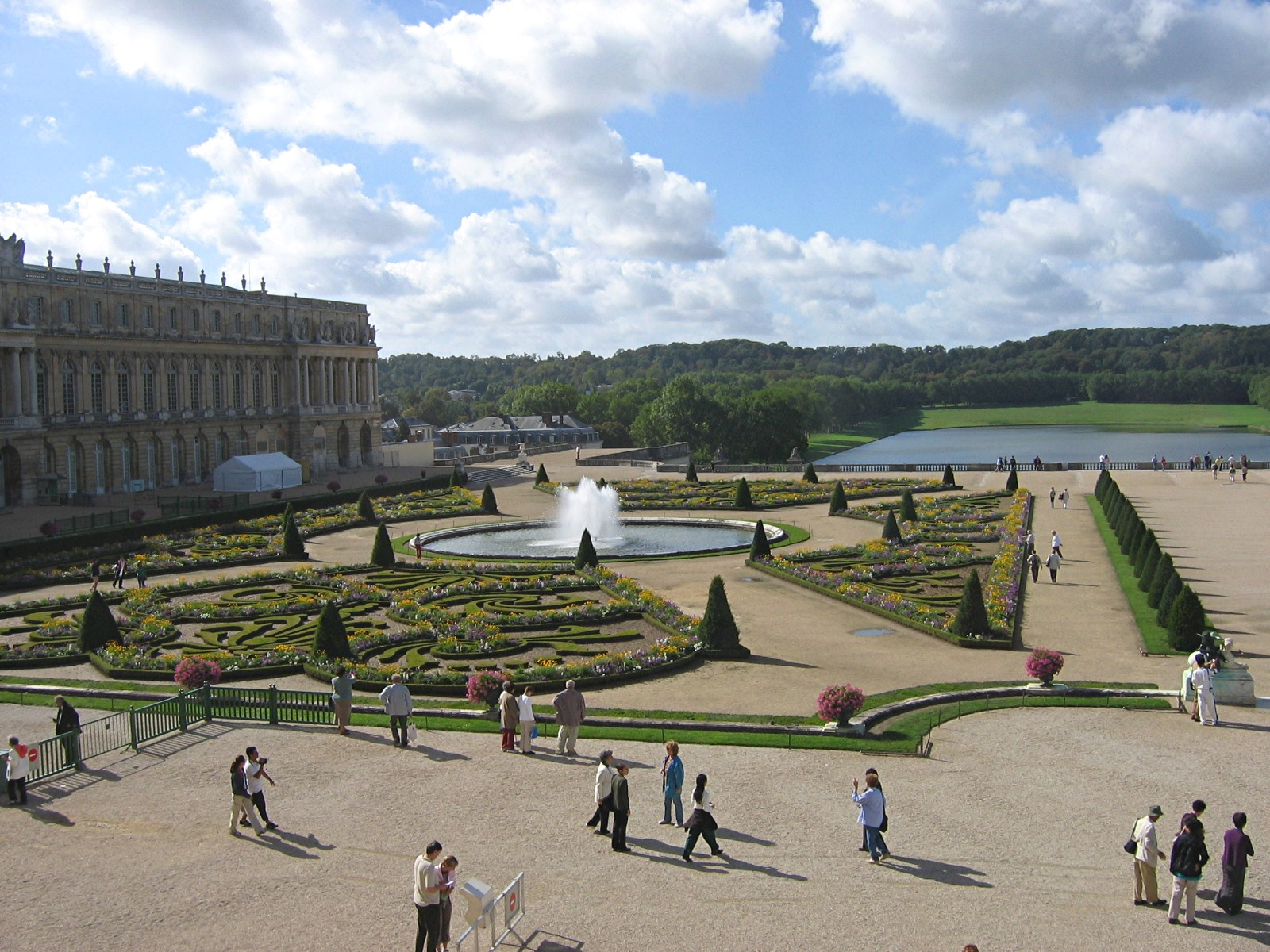
Jardines del Midi, parterre de Versalles, en Francia.

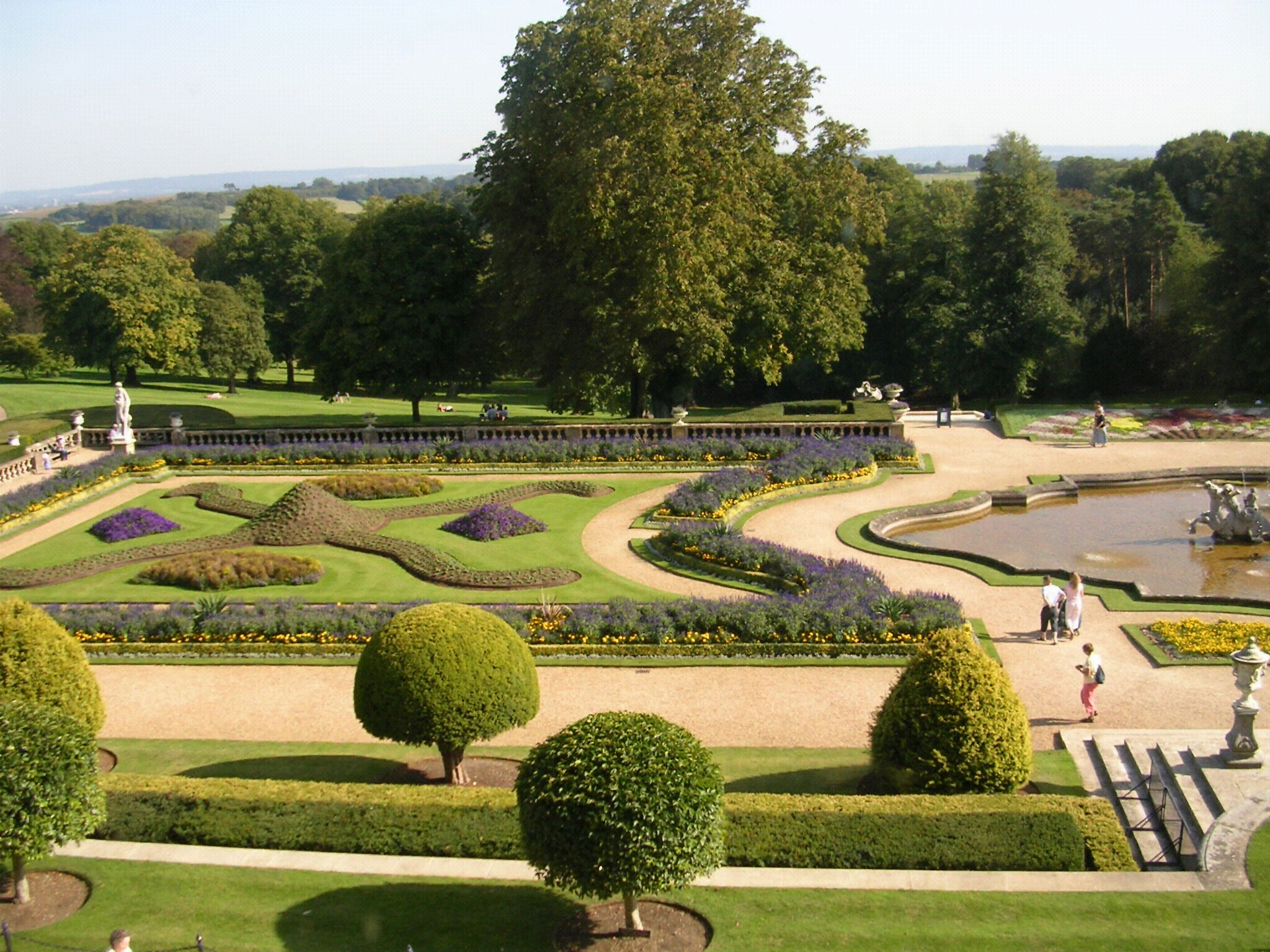
Un parterre completamente simétrico en Waddesdon Manor, Inglaterra.

Un parterre es un diseño de «jardín formal», un jardín a nivel de la superficie del terreno que consiste en plantar lechos de flores o de hierbas delimitados por macizos de plantas perennes o por piedras afiladas acopladas firmemente formando una protección de los lechos florales interiores, y paseos o sendas de grava dispuestas con un diseño generalmente simétrico. Los parterres no precisan tener flores, ya que pueden estar formados exclusivamente por plantas y arbustos perennes.

## Etimología
La palabra «parterre» viene del francés, con el significado de «en la tierra». En su país de origen se utiliza con el mismo sentido, pero también tiene otros significados. Por ejemplo, el «parterre» es la parte del auditorio de un teatro o donde se asienta la orquesta en el teatro.

## Historia
Los parterres franceses fueron elaborados pasado el siglo XVI, en el que estuvieron de moda en Inglaterra sus inmediatos predecesores, los "jardines de nudos". Los parterres franceses alcanzaron un clímax en el Chateau de Versalles y en sus muchas imitaciones europeas, tales como los jardines del Palacio de La Granja de San Ildefonso en España o el Palacio de Kensington en Inglaterra.

### Desarrollo del parterre
El parterre fue desarrollado en Francia por Claude Mollet, el fundador de una dinastía de viveristas diseñadores cuya impronta caló profundamente en el siglo XVIII. Su inspiración en desarrollar los «compartimentos» que ya existían entrelazados simples durante el siglo XVI, en los que se empleaban hierbas con lazos simples unas veces abiertos y rellenos en el interior con arena u otras veces cerrados y llenos con lechos florales, procede del pintor Etienne du Pérac, quien volvió de Italia al castillo de Anet (Eure y Loir), donde él y Mollet estaban trabajando.
En 1595, Mollet introdujo los parterres con compartimentos con dibujos en los jardines de Saint-Germain-en-Laye y en Fontainebleau; el dibujo totalmente desarrollado como en un bordado «parterres en broderie» aparece por primera vez en un grabado de Alexandre Francini de una vista de los planos de las plantaciones revisadas de los jardines de Fontainebleau y Saint-Germain-en-Laye en 1614.

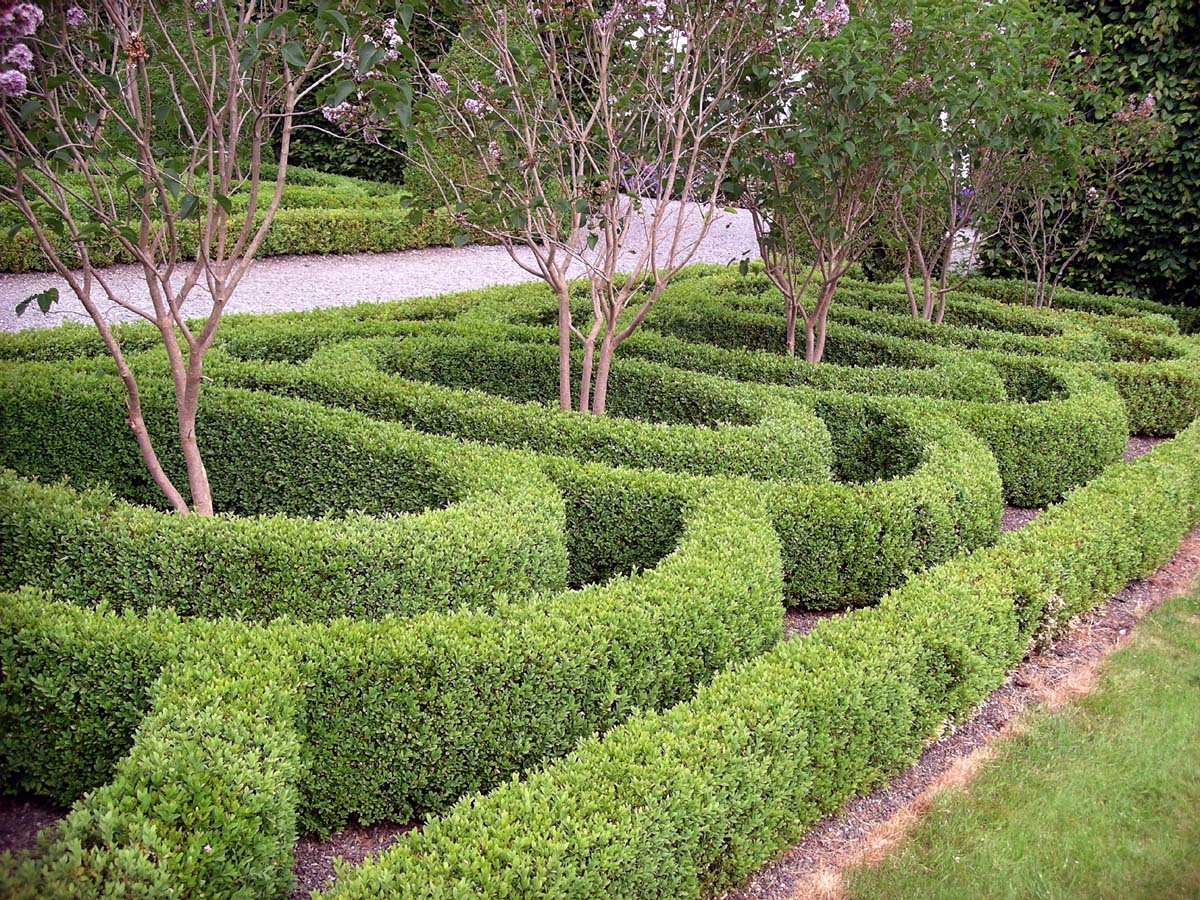
Parterre moderno en el castillo de Birr, Irlanda.

Los bojes recortados satisfacían con su resistencia a los patrones de los jardines por su "olor a fresco", como el herborista Gervase Markham lo describe. Antes de 1638, Jacques Boyceau describe la gama de diseños en caja que un jardinero debe poder proporcionar: «Los Parterres son los adornos bajos de los jardines, que tienen un gran encanto, especialmente cuando se les ve desde una posición elevada: las borduras se hacen de varios arbustos principales y arbustos secundarios de varios colores, formados de diversas maneras, como compartimentos, follaje, bordados (passements), arabescos, grotescos, guilloches, rosetones, sunbursts (gloires)», —Traité du iardinage selon les raisons de la nature et de l’art, pp. 81-82 (mencionado por Laird)
Ya en 1630, se habían elaborado parterres de broderie en la Wilton House, en Inglaterra, tan magníficos que se les hizo un grabado — el único recuerdo que queda de ellos actualmente. Parterres de pelouse o parterres de gazon se refiere a los parterres de pequeño porte de hierbas como la manzanilla.
Un paseo de compartimentos es el que separa los cuadros de un parterre.

### Renacimiento del parterre
El estilo de jardinería del parterre fue desplazado en Inglaterra por el estilo naturalista del jardín inglés, que comenzó en el año 1720. Su reintroducción en Inglaterra coincidió con el estilo arquitectónico Neorrenacimiento, con la moda del siglo XIX del gusto por los «lechos florales» en los que se plantaban especies anuales de temporada en las que se elegían cuidadosamente sus colores de floración plantándolas compactamente junto con otras especies o variedades de plantas que coincidieran en época de floración para proporcionar los bloques del color que compusieran el diseño. Se requerían superficies planas y una terraza elevada desde la que se pudiera tener una vista del diseño, y de este modo el parterre renació en un estilo transfigurado.

## Ejemplos

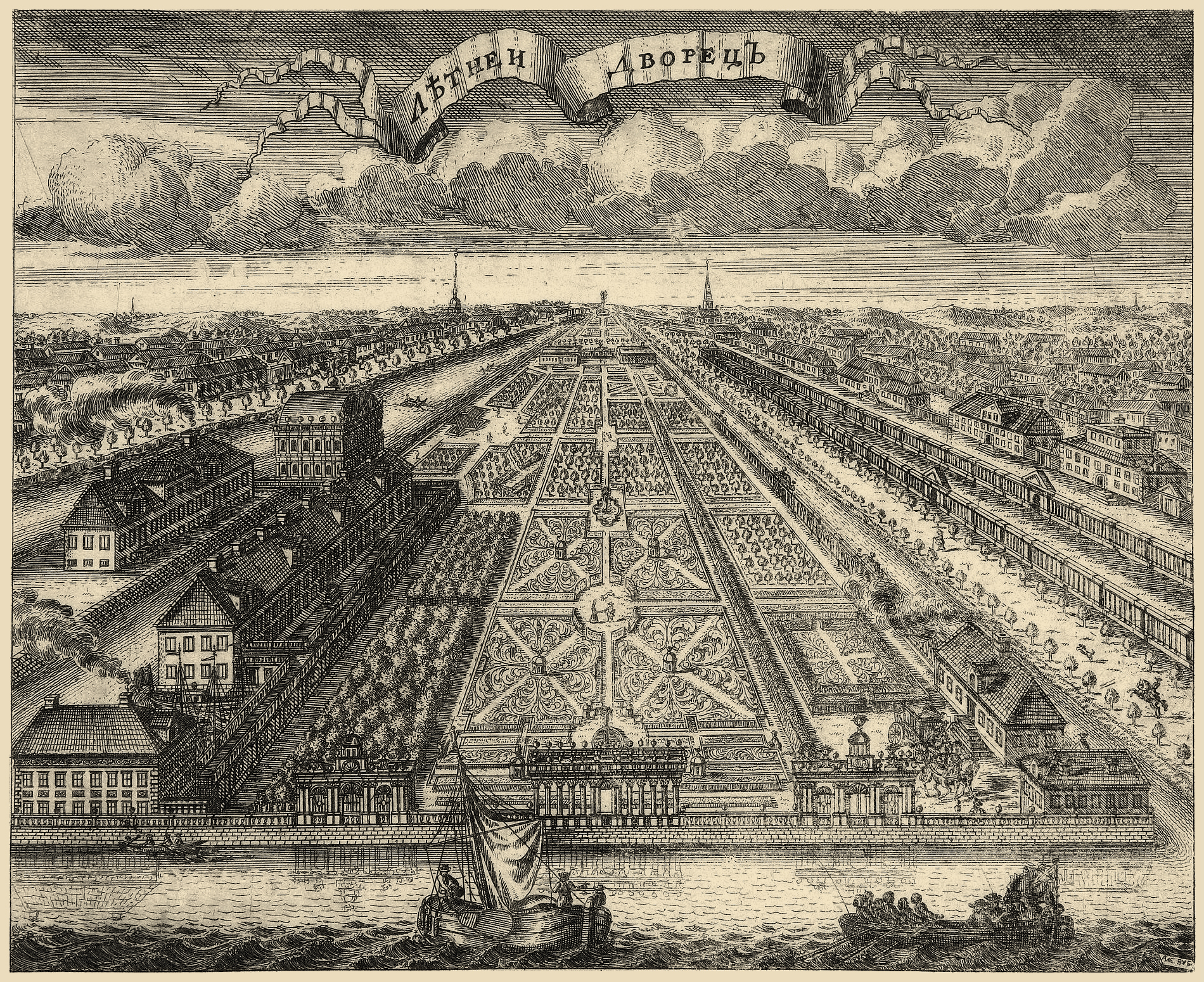
Jardín de Verano en San Petersburgo, 1716.

En el Palacio de Kensington, entonces un suburbio de Londres, las plantaciones de los parterres fueron debidas a Henry Wise, cuyo vivero se encontraba cerca de Brompton. En el grabado de 1707/08 (ilustración de la derecha), los diseños Barrocos puestos al día de cada sección son diseños acortados del movimiento en sentido vertical, simétricamente alrededor de un centro, con setos bajos resaltados por árboles cónicos en las esquinas. Sin embargo, su trazado original del siglo XVII, con un paseo amplio dividido en central de grava, dividido a su vez en pares, y cada uno subdividido en cuatro, parece haber sobrevivido de la anterior Nottingham House (antes de 1689), antes de haberse transformado en palacio. Las alas subsidiarias tienen parterres subsidiarios, sin ninguna intención de integración al resto del conjunto.
En el Reino Unido hay actualmente parterres modernos en Trereife Park en Penzance (Cornualles), en el castillo de Drumlanrig en Dumfriesshire, Escocia, y en Bodysgallen Hall cerca de Llandudno, Gales. En Irlanda se encuentran en el castillo de Birr.
Algunos «jardines de nudos» de tiempos pasados fueron cubiertos con césped u otros elementos paisajistas, pero sus trazados originales son aún visibles como ondulaciones en los jardines paisajistas actuales. Un ejemplo de este fenómeno es el jardín de inicios del siglo XVII del castillo de Muchalls en Escocia.